# Кутб-уд-дін Мубарак
Кутб-уд-дін Мубарак-шах (*д/н —1320) — останній делійський султан з династії Хілджі, правління якого тривало з 1316 по 1320 рік.

## Життєпис
Мубарак був сином делійського султана Алауддіна. Після смерті батька 1316 року став регентом при братові Умарі, якого він незабаром наказом осліпити. Після цього захопив трон.
Для привернення на свій бік народу та знаті скасував податки й штрафи, запроваджені його батьком. Водночас вів розпусний спосіб життя, мало цікавився справами. Улюбленою розвагою Мубарака було змушувати шльондр мочитися на придворних під час офіційних прийомів. Незабаром своєю хтивістю та жорстокістю викикав ненависть. Цим скористався слуга Мубарака — Хусрохан, який у 1320 році вбив господаря й захопив делійський трон.

## Особисте життя
Кутб-уд-дін Мубарак був бісексуальним. У його гаремі було багато жінок, багато з яких супроводжували його в походах.
Мубарак-шах також мав гомосексуальні стосунки з двома братами по утробі матері, Хасаном (пізніше Хусрохан) та Хусамуддіном (або Хісамуддіном). Мубарак віддавав перевагу Хасану як партнеру, але звертався до Хусамуддіна, коли Хасан був недоступний. Їхні стосунки не були секретом, Мубарак і Хасан обмінювалися обіймами та поцілунками на публіці.